# 丹尼尔·丁
丹尼尔·丁（Daniel Ting，1992年12月1日—），是出生于英格兰柴郡的马来西亚混血职业足球运动员，司职左后卫及中后卫。现被马来西亚超级足球联赛柔佛DT外借至沙巴。

## 经历
丹尼尔·丁出生于英格兰柴郡，父亲来自马来西亚砂拉越，而母亲来自英格兰曼彻斯特，丹尼尔·丁拥有马来西亚与英格兰的代表权。2007年，丹尼尔·丁加入克鲁青训队，并在2011年升入克鲁一线队。
2016年，他与柔佛DT II签约。

## 荣誉

### 俱乐部
吉隆坡市
- 2021年马来西亚杯冠军